# Marsa (Aude)
Marsa ist eine Gemeinde im französischen Département Aude in Okzitanien. Sie gehört zum Kanton La Haute-Vallée de l’Aude und zum Arrondissement Limoux. Die Bewohner nennen sich Marsanoys. Nachbargemeinden sind Belvis im Nordwesten, Quirbajou im Norden, Cailla im Osten, Le Clat im Südosten, Bessède-de-Sault im Süden und Joucou im Westen.

## Bevölkerungsentwicklung
| Jahr      | 1962 | 1968 | 1975 | 1982 | 1990 | 1999 | 2007 | 2015 |
| --------- | ---- | ---- | ---- | ---- | ---- | ---- | ---- | ---- |
| Einwohner | 77   | 55   | 61   | 50   | 45   | 26   | 28   | 22   |

## Sehenswürdigkeiten
- Kirche Saint-Loup-de-Sens, Monument historique

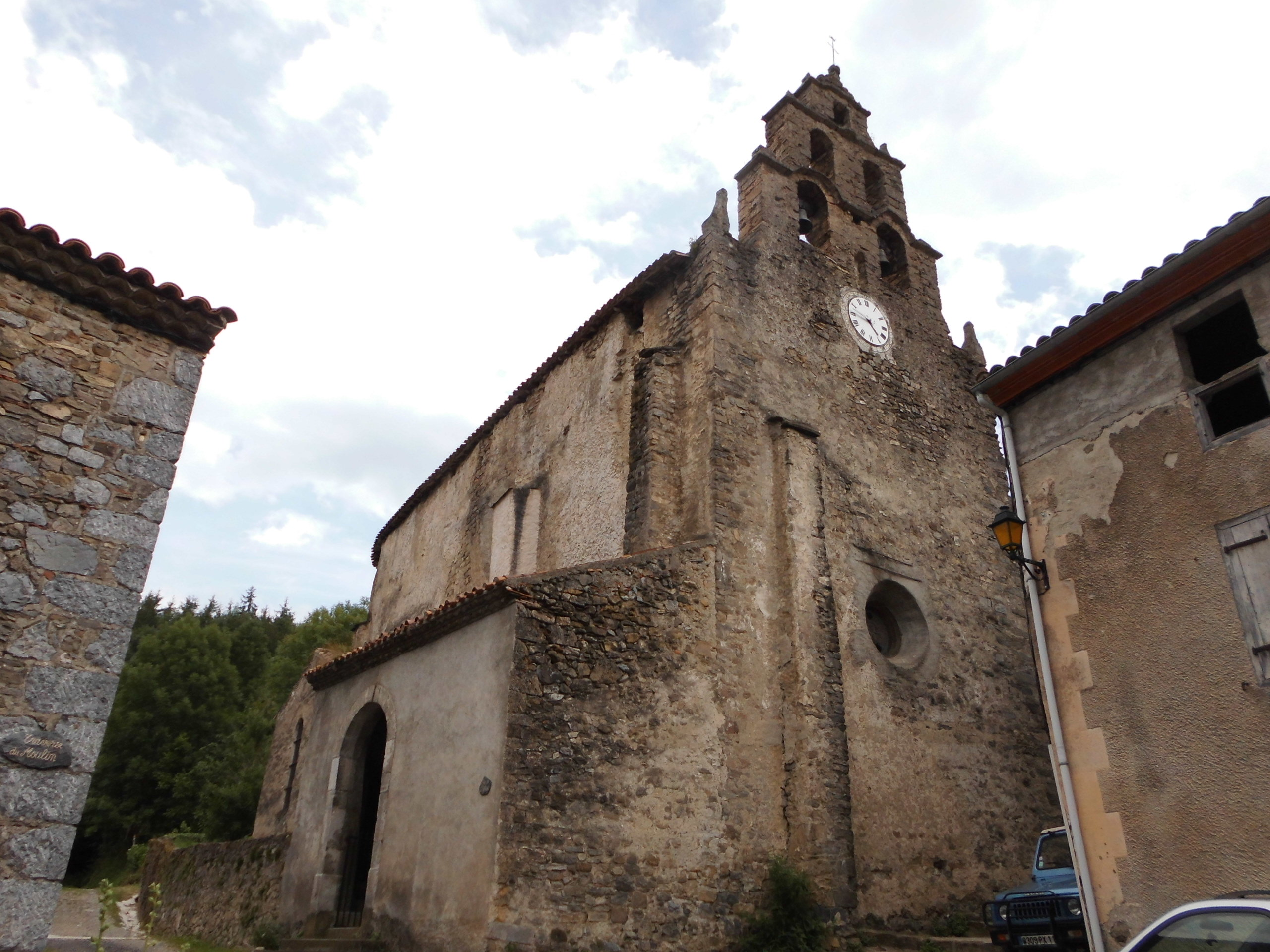
Kirche Saint-Loup-de-Sens